# Krimpen aan den IJssel
Krimpen aan den IJssel  è una municipalità dei Paesi Bassi di 28 832 abitanti situata nella provincia dell'Olanda Meridionale.